# Base aérienne de Łask
La base aérienne de Lask ou  32e base aérienne est une base aérienne de la Force aérienne de la République polonaise située près de Lask. Elle fut construite en 1957.
Elle est le centre du :
- 10e escadron tactique équipé de F-16.

Dans le cadre de l'OTAN elle accueille le 52nd Operations Group de l'USAF, depuis novembre 2012, base où se posent régulièrement des F-16 et C-130.

## En images

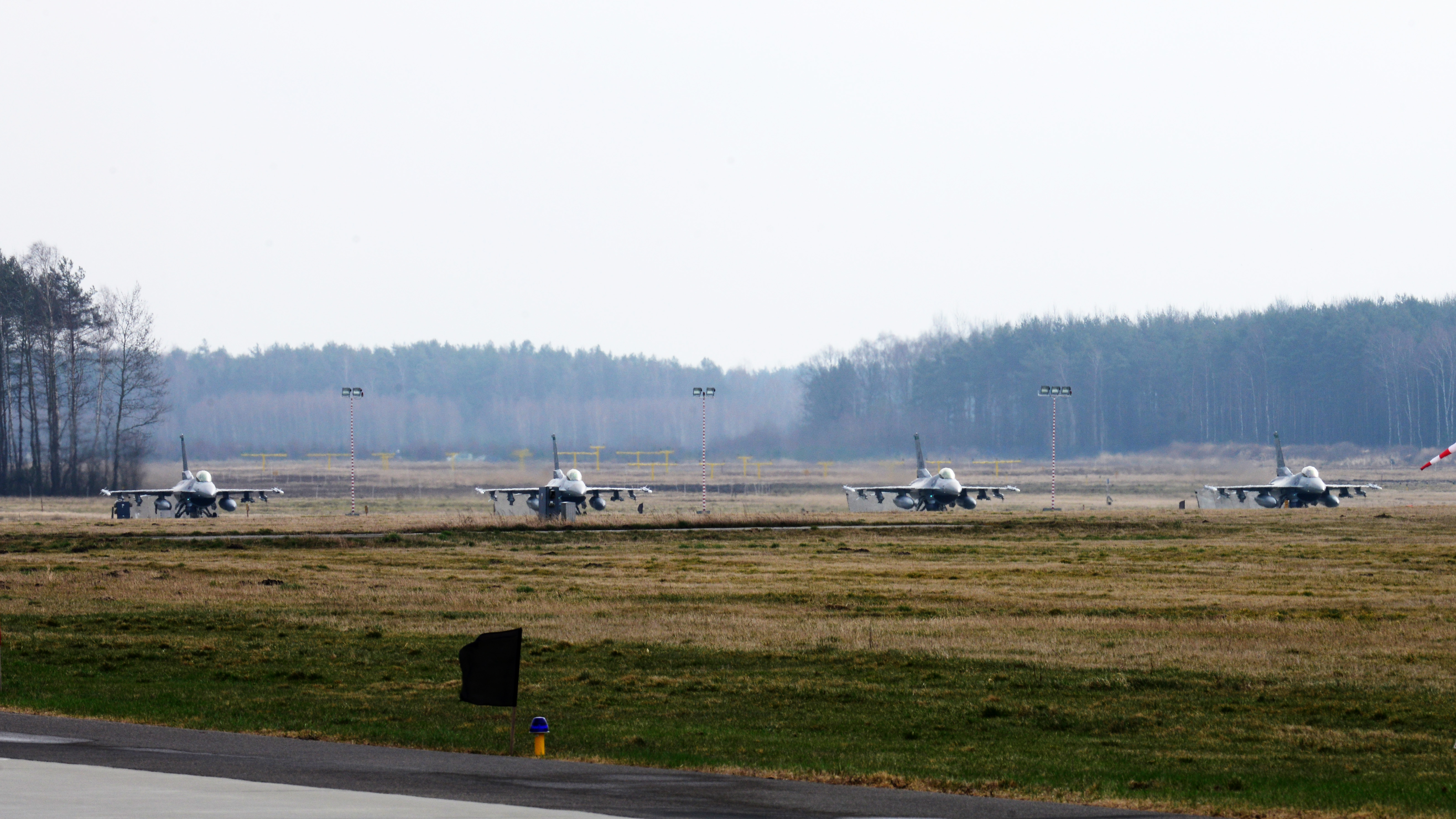
La piste en mars 2014.
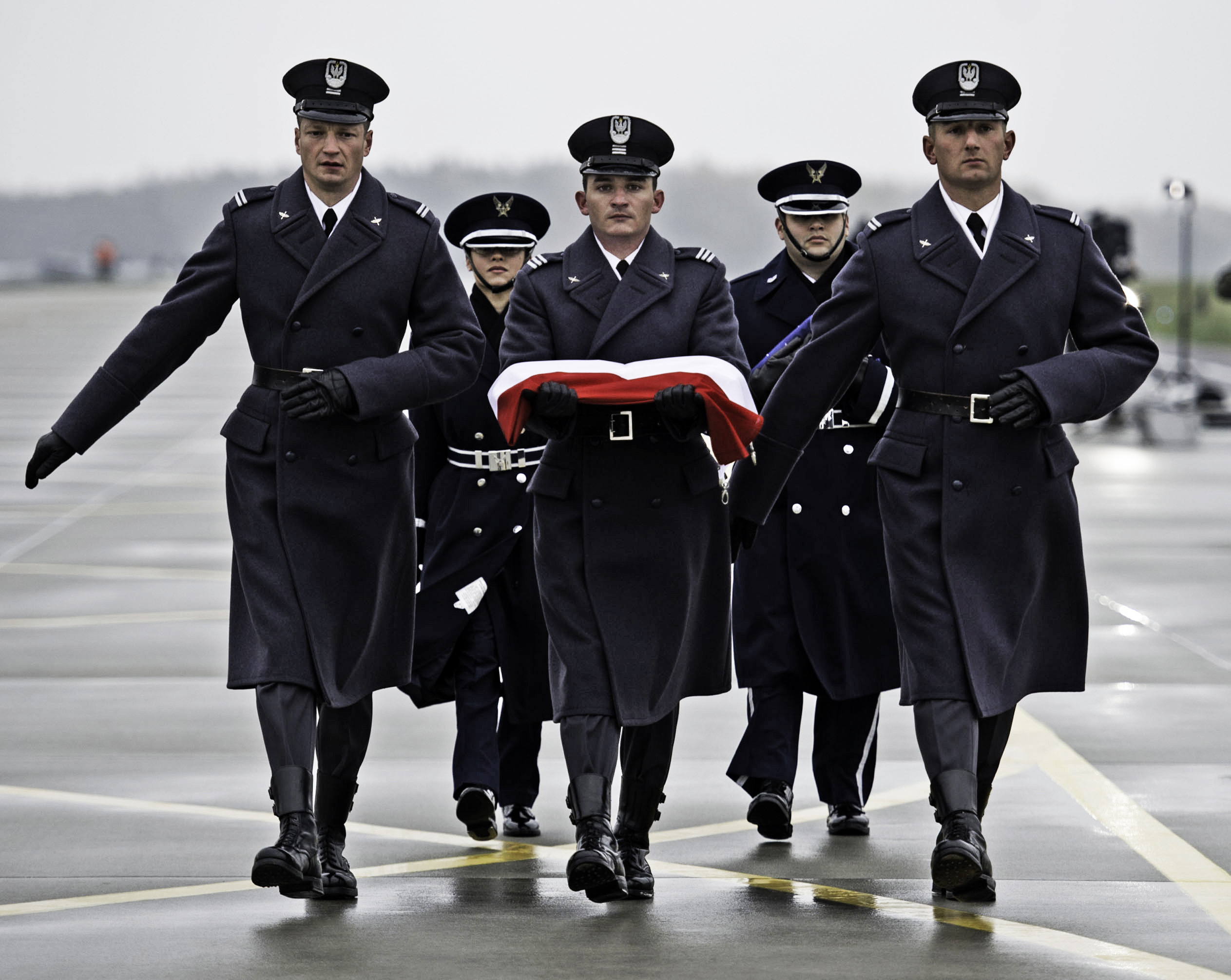
Garde d'honneur de la base.
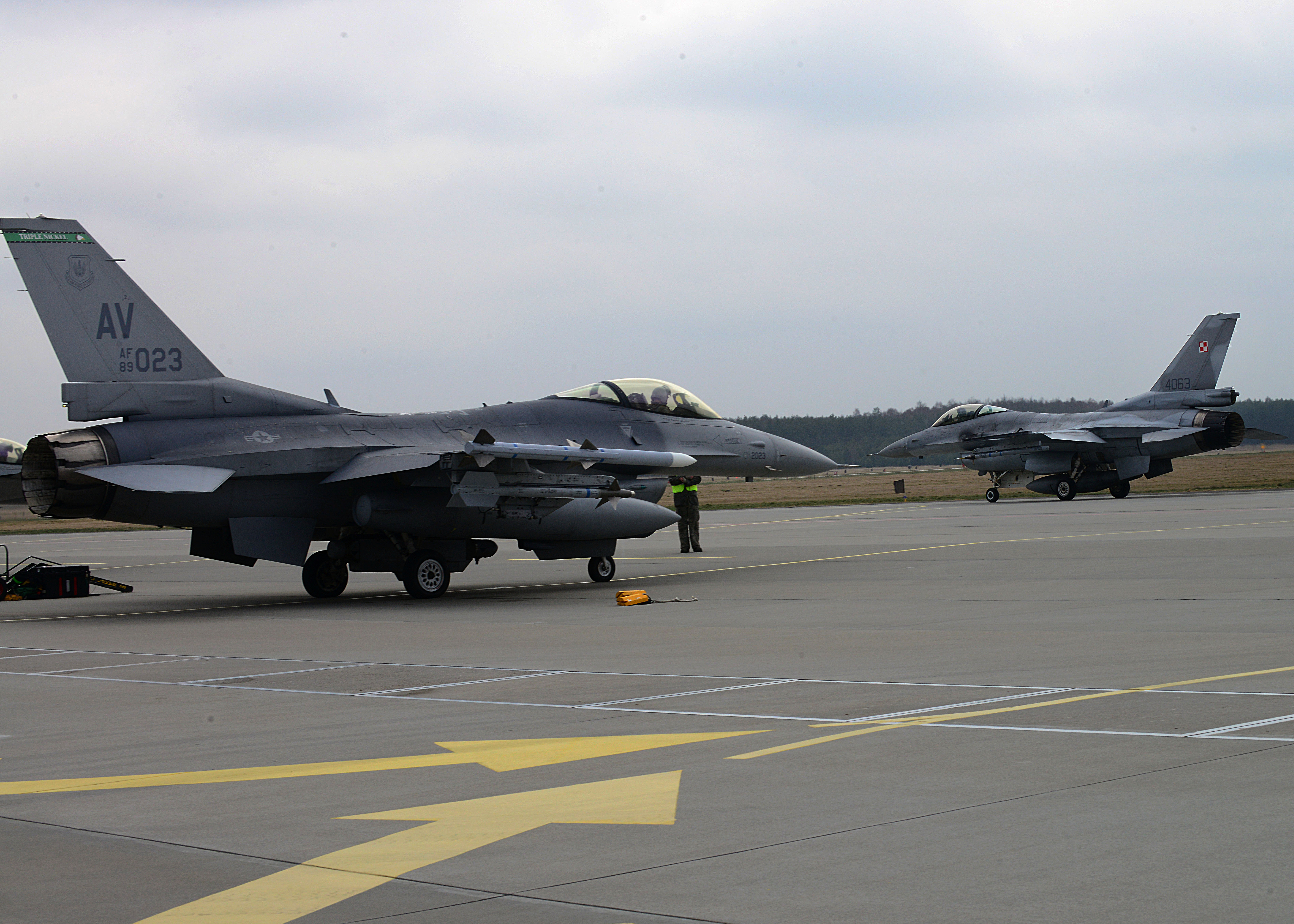
Un F-16 américain et un polonais, mars 2014.